# سیدر راک (کارولینای شمالی)
سیدر راک (به انگلیسی: Cedar Rock) يک شهر در ایالت کارولینای شمالی کشور ایالات متحده آمریکا است که جمعیت آن در سرشماری سال ۲۰۱۰ میلادی، ۳۰۰ نفر بوده‌است.